# Tratado de Kiel
O Tratado de Kiel (em norueguês:  Kieltraktaten; em sueco:  Freden i Kiel) ou Paz de Kiel (em norueguês:  Kielfreden; em sueco:  Freden i Kiel) foi um tratado internacional entre a Suécia e a Dinamarca-Noruega, assinado em 14 de janeiro de 1814 na cidade de Kiel.
De acordo com este tratado, o reino dinamarquês, um perdedor nas Guerras Napoleónicas, cedeu o Reino da Noruega para a Suécia, em troca dos territórios suecos na Pomerânia. No entanto, o tratado assinado em Kiel nunca entrou em vigor. A soberania sobre a Pomerânia passou para a Prússia, e a Noruega declarou a sua independência, adoptando a sua própria Constituição e elegeu o príncipe Cristiano Frederico da Dinamarca como rei. Após uma breve guerra com a Suécia, a Noruega aceitou a entrada numa união pessoal na Convenção de Moss. O Tratado de Kiel não incluiu as ex-possessões norueguesas da Gronelândia, da Islândia e das Ilhas Feroé, que permaneceram sob controle dinamarquês.

## História

### A política externa da Dinamarca
Desde 1780, a Dinamarca seguiu uma política de neutralidade armada, que trouxe a todo o estado dinamarquês um período de boom econômico. O príncipe herdeiro regente Friedrich e o ministro das Relações Exteriores, Christian Günther von Bernstorff, portanto, inicialmente se esforçaram para manter essa neutralidade, mesmo durante as Guerras Napoleônicas. Por conta disso, a Dinamarca aliou-se à Suécia, Prússia e Rússia em 16 de dezembro de 1800 para obter sua proteção contra o poder marítimo do Reino Unido. Esta política falhou porque após o assassinato do czar Paulo I em março de 1801, seu sucessor Alexandre I. O bloqueio do Mar Báltico contra os britânicos não foi mais mantido: os navios de guerra britânicos conseguiram chegar a Copenhague sem impedimentos em abril de 1801 e destruir quase toda a frota dinamarquesa em uma batalha marítima.
Bernstorff tentou manter a neutralidade, mas quando navios de guerra britânicos bombardearam Copenhague em 1807 e confiscaram a frota dinamarquesa recém-construída, a Dinamarca fez uma aliança com a França em 31 de outubro de 1807 e declarou guerra ao Reino Unido no Glückstädter Wasmer-Palais. Em 13 de março de 1808, o rei insano morreu Cristiano VII da Dinamarca. No dia seguinte, a Suécia declarou a guerra que foi travada pelas áreas norueguesas. Em 1809, essa guerra terminou sob a pressão da barreira comercial britânica contra a Dinamarca com a Paz de Jönköping, que confirmou o status quo. Em 1810, sob pressão da Suécia e do Reino Unido, a Dinamarca teve que se juntar à coalizão contra Napoleão. Os enormes custos da guerra levaram à falência nacional em 1813. Por meio de uma reforma monetária, os saldos foram desvalorizados para um sexto de seu valor anterior.

### Objetivos de guerra da Suécia
A Suécia já havia aderido a uma aliança anti-francesa em 1805. Quando a Rússia mudou de lado na Paz de Tilsit em 1807 e a Dinamarca fez uma aliança com a França, a Suécia e a Dinamarca se enfrentaram como oponentes. Na Guerra Russo-Sueca, a Rússia conquistou a Finlândia em 1809. No mesmo ano, Carlos XIII o seguiu. o sobrinho deposto Gustavo IV Adolfo no trono. Em 1810, o rei Carlos adotou o marechal francês Jean-Baptiste Bernadotte, que mais tarde se tornou o rei Carlos XIV, João. Desde 21 de outubro de 1810, Bernadotte era o comandante-chefe de todas as forças armadas suecas. A guerra, que a Suécia declarou ao Reino Unido sob pressão francesa em 1810, passou sem um ato de guerra e terminou em 18 de julho de 1812.
Bernadotte buscou compensação pela perda da Finlândia; porque ele sabia que não seria possível retomar a Finlândia. Para a participação da Suécia em uma aliança anti-napoleônica, ele tinha a propriedade da Noruega assegurada. Para forçar a decisão, Bernadotte marchou em 1 de dezembro de 1813 como comandante-em-chefe do Exército do Norte depois de derrotar Napoleão na Batalha de Leipzig sobre o Elba perto de Boizenburg (Mecklenburg-Schwerin) no Ducado de Holstein. Lübeck, ocupada por Napoleão desde 1806, já havia sido libertada de antemão. Após a luta perto de Bornhövedem 7 de dezembro de 1813, a Dinamarca retirou-se de Kiel. Bernadotte mudou-se com 7 000 soldados para a cidade de apenas 5 000 habitantes e fez dela seu quartel-general, de onde continuou sua guerra de desgaste contra a Dinamarca. Na população de Schleswig-Holstein, este inverno entrou para a história como o inverno cossaco, já que Bernadotte também tinha um poderoso corpo livre de cavaleiros cossacos russos que saquearam até a Jutlândia.

## O tratado de paz
O Buchwaldsche Hof em Kiel por volta de 1904
Em 9 de janeiro de 1814, a oprimida Dinamarca se rendeu. Na noite de 14 a 15 de janeiro de 1814, a Paz de Kiel foi assinada em Kiel no Adelpalais Buchwaldscher Hof, a sede de Bernadotte. O tratado foi ratificado em 31 de janeiro de 1814 em Estocolmo e em 7 de fevereiro de 1814 em Copenhague. Além da paz entre a Dinamarca e a Suécia, o tratado também incluiu a conclusão da paz entre a Dinamarca, Prússia e Rússia. A Dinamarca comprometeu-se a apoiar ativamente a guerra contra Napoleão (Art. 3). O rei dinamarquês renunciou à Noruega para si e seus herdeiros (Art. 4) e recebeu a parte sueca da Pomerânia(Art. 7). Em troca, a Suécia garantiu aos noruegueses seus direitos e privilégios anteriores (Art. 5).